# 贾楼乡
贾楼乡，是中华人民共和国河南省驻马店市泌阳县下辖的一个乡镇级行政单位。

## 行政区划
贾楼乡下辖以下地区：
贾楼村、稻谷田村、凤凰台村、菜园村、邱庄村、瓦房村、陡岸村、竹园村、禹楼村、杨台村、马湾村、玉皇庙村和张沟村。